# Санта і компанія
«Санта і компанія» (фр. Santa et Cie) — французько-бельгійська фантастична кінокомедія 2017 року, поставлена режисером Аленом Шаба за його власним сценарієм. В українському прокаті фільм з 4 січня 2018 року.

## Сюжет
До Різдва залишилося три дні. Але саме напередодні свята 92 000 ельфів, відповідальних за виготовлення новорічних подарунків для дітей, косить невідома недуга і кожен з них зараз не в змозі зрушити з місця. Без помічників Санта (Ален Шаба) не встигне все підготувати до Різдва, тому він повинен летіти в місто за вітаміном «С» для своїх хворих. І це не так просто, як здається, адже містера Клауса всі сприймають за якогось божевільного й не визнають у ньому того самого символа Різдва. Санта повинен знайти собі помічників серед світу людей, щоб роздобути ліки й доставити його для ельфів.

## У ролях
| Актор              | Роль                         |
| ------------------ | ---------------------------- |
| Ален Шаба          | Санта                        |
| Гольшіфте Фарахані | Амелі                        |
| Піо Мармай         | Тома                         |
| Бруно Санчес       | Магнус і 45999 гоблінів      |
| Луїза Шаба         | 46000 джинів                 |
| Одрі Тоту          | Ванда Клаус                  |
| Давид Марсе        | інспектор Олів'є Ле Геннек   |
| Грегуар Людиг      | комісар Стефан Бертолі       |
| Йоган Діонне       | Джей                         |
| Жан-П'єр Бакрі     | Санта-Клаус червоний і білий |
| Марк Гросу         | аптекар                      |

## Знімальна група
- Автор сценарію — Ален Шаба
- Режисер-постановник — Ален Шаба
- Продюсери — Ален Голдман, Ален Шаба (в титрах не вказаний)
- Співпродюсери — Серж де Пук, Надя Гамліші, Адріан Політовські, Жиль Ватеркейн
- Оператор — Антуан Саньє
- Композитор — Метью Гонет
- Художник-постановник — Жан-Філіпп Моро
- Художник по костюмах — Олів'є Беріо
- Аніматор — Рено Меганж